# عبد الرحمن بن سعيد
عبد الرحمن بن سعد بن سعيد ناشط رياضي سعودي ومؤسس نادي الهلال السعودي وأول رئيس له، ساهم بدور كبير في تقدم ناديهم حيث يعتبر من أوائل الذين مارسوا الرياضة السعودية بمدينة الرياض في عام 1365 هـ واستمر في الميدان الرياضي منذ ذلك التاريخ حتى وفاته.

## أولاً: السيرة العملية
1. عمل في البداية بمسمى ملازم وبدون راتب قرابة الأربعة شهور للتجربة تحت إدارة الشيخ عبد الله لنجاوي مدير مالية الرياض نهاية عام 1364هـ.
2. ترسم رسمياً على وظيفة كاتب مستودعات براتب 500 ريالاً، ومنها إلى كاتب متنوعة براتب 1100 ريالات، وتدرج في وظائف عديدة ومتنوعة إلى أن أصبح موظفا في المالية براتب 4200 ريالاً.

## ثانيا: السيرة الرياضية
- عين في عام 1365 هـ عضواً في فريق الموظفين الذي يجمع عناصره من موظفي الدولة في مدينة الرياض.
- بعد عامين وثلاثة شهور تقريباً من تلك البداية، انضم لنادي شباب الرياض لمدة 10 سنوات بعد انقسام له ما يبرره عام 1367هـ ومعه مجموعة من خيار الموظفين كإداريين.
- ترك نادي الشباب وأسس نادي الهلال منذ بدايته في21/3/1377هـ بمسماه الأول الأولمبي، وتغير المسمى إلى اسم الهلال عام 1378هـ وبالتحديد يوم 21/5/1378هـ، قاد الهلال لتحقيق أول بطولة في تاريخه كأس الملك عام 1381هـ أمام نادي الوحدة السعودي بجانب قيادة الهلال أيضاً للفوز بكأس الملك وولي العهد أمام نادي الاتحاد السعودي وونادي الوحدة لموسم 1384هـ كأول ناد سعودي يجمع اللقبين في موسم واحد. وترأس النادي لفترتين منفصلتين بعد ذلك. وحقق معه دوري أبطال آسيا 1991.[2]
- شغل منصب نائب الرئيس بـ (نادي الأهلي السعودي ).
- شغل منصب نائب رئيس النادي عندما رشح الأمير عبد الله بن سعد رئيساً للنادي من 11/4/1403هـ
- عضو في الجمعية الأولمبية السعودية.
- عين عضو في أول لجنة رياضية شكلت بقرار من وزير المعارف برقم 1289 في 27/4/1381هـ ووزارة المعارف في ذلك الوقت هي المشرفة على القطاع الرياضي والرياضة إدارة من إداراتها ومهام اللجنة كالآتي:

- تنفيذ اللوائح الصادرة من الجهة المسؤولة.
- الإشراف على إدارة المباريات.
- النظر في الشكاوى والاحتجاجات.
- اقتراح العقوبات والجزاءات.
- اقتراح المشروعات والبرامج الرياضية.
- عين عضو في اللجنة المشكلة لاختيار وانتقاء لاعبي المنتخب بموجب الخطاب رقم 364 في 5/5/1388هـ.
- أعيد كعضو في اللجنة الرياضية مرة أخرى بالقرار رقم 923 في 15/9/1382هـ.
- انتخب من جميع الأندية كعضو ممثل للأندية في اللجنة الرياضية لاختيار أفراد منتخب المنطقة الوسطى بخطاب المدير العام لرعاية الشباب الأمير خالد الفيصل برقم 1/62 في 27/2/1389هـ.
- عُين مديراً لإدارة الأندية بموجب خطاب المدير العام لرعاية الشباب برقم 134 في 14/2/1390هـ بعد انتقاله من مكتب العمل بالرياض إلى رعاية الشباب وكلاهما ضمن إدارات وزارة العمل والشؤون الاجتماعية (وزارة العمل والتنمية الاجتماعية حاليا).
- بعد توزيع مهام الإدارات الخمس على قيادات الإدارة العامة صدر تعميم المدير العام الأمير خالد الفيصل برقم 813/1 في 7/10/1390هـ بإسناد إدارة الشؤون الرياضية بالإدارة العامة لرعاية الشباب (الهيئة العامة للرياضة حاليا) له.
- عضو في اللجنة المشكلة للمشاركة في معسكرات دورة المغرب العربي التي أقيمت في تونس وتلقى خطاب شكر بعد العودة من الدورة التي مدتها شهر كامل من المدير العام لرعاية الشباب برقم 588/1 في 16/7/1390هـ.وقد تحقق من هذه المشاركة نجاحاً باهراً مما حدا بالمدير العام أن يقدم شكره وامتنانه بخطاب رسمي.
- رشح عضواً في اتحاد الكرة الطائرة عند أول تشكيل له بموجب الخطاب رقم 335 في 15/1/1392هـ ولكنه اعتذر عن هذا المنصب.
- رشح كعضو في اللجنة المكلفة بدراسة اللوائح والأنظمة الخاصة برعاية الشباب لتحديثها بموجب برقية الأمير فيصل بن فهد المدير العام لرعاية الشباب رقم 187 في 18/1/1393هـ. أيضاً استمر في عضوية النادي في الإدارات اللاحقة.
- شغل منصب سكرتير عام النادي بعد انتهاء مهمته في رعاية الشباب في فترة رئاسة الأمير عبد الله بن ناصر ولمدة عامين بموجب القرار 15 في 1/8/1392هـ.
- شغل منصب سكرتير عام النادي بموجب القرار 2489 في 6/12/1398هـ في إدارة الأمير عبد الله بن ناصر للفترة الثانية واستمر هذا المجلس لثلاث سنوات.
- شغل منصب عضو مسؤول عن النشاط الرياضي في رئاسة الأمير هذلول بن عبد العزيز آل سعود بموجب القرار رقم 80/1 في 12/1/1402هـ.

## وفاته
توفي عبد الرحمن بن سعيد في مركز أمراض القلب بمستشفى القوات المسلحة بالرياض ظهيرة يوم الثلاثاء السادس عشر من رمضان من عام 1432 للهجرة الموافق 16/8/2011 للميلاد بعد معاناة طويلة مع المرض عن عمر يناهز 86 عام.

## روابط خارجية
حوار مع عبد الرحمن بن سعيد في جريدة الجزيرة